# Maggy Rouff
Ne doit pas être confondu avec Marcel Rouff.
Pour les articles homonymes, voir Rouff.
Maggy Anna de Wagner dite Marguerite Besançon de Wagner dite Maggy Rouff, née le 1er septembre 1896 à Vienne et morte le 6 août 1971, est une créatrice de mode française d'origine autrichienne par son père et belge par sa mère. 
Elle a créé en 1929 la maison de haute couture Maggy Rouff, qu'elle a dirigée jusqu'en 1948. 

## Parcours
Maggy de Wagner est la fille d'Ernest de Wagner et de Margharita Van Speybrouck négociants en tissus installés à Vienne où ils travaillent pour Christophe Drecoll (1851-1933), un couturier belge qui avait ouvert une maison dans la capitale impériale en 1896. En 1902, Drecoll, devenu fournisseur de la Cour et fait baron, décide d'ouvrir une boutique à Paris en 1902 située 4 place de l'Opéra, en partenariat avec le couple De Wagner qui prend la direction du salon, respectivement comme directeur et styliste. 
Maggy commence à travailler comme styliste dès 1912 dans la Maison Drecoll, que ses parents avaient entre-temps rachetée au baron Drecoll. Elle épouse le lieutenant aviateur Pierre Besançon, avocat à la Cour d'Appel de Paris le 9 novembre 1917 et prend dès lors le nom de Marguerite Besançon de Wagner. La Maison Drecoll connaît un succès croissant et peu avant 1914, se rapproche de la Maison Beer, installée place Vendôme.
Proche de Jeanne Paquin, elle devient directrice de Drecoll dans le courant des années 1920 au moment du rachat par le financier Georges Aubert de Drecoll & Beer, et déjà propriétaire d'autres maisons de haute couture.
En janvier 1929, elle revend ses parts à Aubert. Sur les conseils de Jeanne Paquin, elle rachète avec son mari la Maison de Rouff et la renomme Maggy Rouff. Le salon est installé au 136 avenue des Champs-Élysées et l'inauguration donne lieu à une fête mémorable. 
Dès les années 1930, la Maison Maggy Rouff devient l’une des grandes maisons de haute couture de réputation internationale, et ce, jusqu'à sa fermeture en 1979. En 1931, elle se rend aux États-Unis sous l'auspice du ministre français du commerce extérieur et donne une série de conférences sur l'art de la mode. En 1937, Maggy Rouff, qui a traversé la crise sans encombre, ouvre un deuxième salon, à Londres, dans lequel elle se consacre uniquement à la clientèle particulière. Elle fait partie de la Chambre syndicale de la couture parisienne.
Maggy Rouff, surnommée par la presse « l'architecte de la couture », aime jouer sur l’asymétrie. La perfection de sa technique, venant de ses études de médecine, lui vaut l’admiration de ses pairs et le succès commercial. Après sa disparition en 1971, la maison Maggy Rouff perpétue ses designs innovants et ses imprimés colorés. Par son histoire et la richesse de ses gammes, Maggy Rouff connaît toujours une forte notoriété en France et à l'étranger.
En parallèle de son activité au sein de sa maison, Maggy Rouff devient présidente de la PAIS (Protection artistique des industries saisonnières). Au cours des années 1930, elle écrit également plusieurs ouvrages relatifs à son expérience dans la couture et aux États-Unis.
Le Figaro commente ainsi son travail : « La Callas est au sommet, le Rossignol milanais devient élégante à la scène comme à la ville, enfilant, à l'instar de la Divine, des robes inspirées de Christian Dior ou Maggy Rouff, des bijoux de Schiaparelli, des chaussures de Bally pour l'après-midi et de Roger Vivier pour les grands soirs. (…) Depuis les 18 centimètres du sol de Christian aux 35 cm de Worth ou de Maggy Rouff, la guerre entre les jupes longues et les jupes courtes a seulement commencé. »
Dans les années 1940, Paris est la capitale de la mode. Durant la guerre, sa maison est l'une des rares à continuer à produire, à l'instar de Jacques Fath, Nina Ricci, Marcel Rochas, Lucien Lelong, ou Madeleine Vramant. Dès 1945, Frédéric Worth et Maggy présentent de nouveaux modèles qui se différencient, entre autres aspects, par la longueur et largeur des jupes. 
Maggy se retire en 1948, laissant sa fille Anne-Marie s'occuper du stylisme, avec Lucie Eisenstab, et Jean Howald à la direction générale.
En 1957, neuf couturiers, Madeleine de Rauch, Nina Ricci, Jean Dessès, Jacques Heim, Madame Grès, Maggy Rouff, Lanvin et Jacques Griffe, se regroupent pour créer le « prêt-à-porter de création ».
La maison Maggy Rouff s'est occupée des costumes dans différents films dont Si Versailles m'était conté (1954), Cette sacrée gamine (1956), La Belle Américaine (1961).
La liquidation est prononcée en 1979, après que la maison a été rachetée par les frères Willot au début des années 1970.

## Parfums
- En 1937, Maggy Rouff relance un parfum originellement développé par Drecoll : Tais-toi mon Cœur.
- 1945 : Secret
- 1947 : Euphorie

Autres parfums Maggy Rouff : Étincelle, Fleur Folie, Excentric,  Contact, Pêle-mêle.

## Distinctions
- Chevalier de la Légion d'honneur par décret du 19 août 1952[9],
- Conseillère au Commerce extérieur français.

## Ouvrages
- Maggy Besançon de Wagner, L'Amérique au microscope, Éditions des Portiques, Paris, 1933, rééd. en 1948.
- [anonyme] Ce que j'ai vu en chiffonnant la clientèle, Illustrations de Dignimont, Librairie des Champs-Élysées, Paris, 1938.
- Maggy Rouff (Maggy Besançon de Wagner), La Philosophie de l'élégance, Éditions littéraires de France, Paris, 1942, rééd. en 1945, avec des illustrations de Léon Benigni.

## Filmographie (costumière)
- 1938 : Artists and Models Abroad
- 1947 : Les Requins de Gibraltar d'Emil-Edwin Reinert
- 1948 : L'Étrange Rendez-vous (Corridor of Mirrors)
- 1949 : Tous les deux de Louis Cuny
- 1951 : La Peau d'un homme
- 1954 : Le Chevalier de la nuit
- 1954 : Si Versailles m'était conté
- 1955 : Abdullah le Grand
- 1956 : Si Paris nous était conté
- 1956 : Cette sacrée gamine
- 1961 : La Belle Américaine